# Ervin Lázár

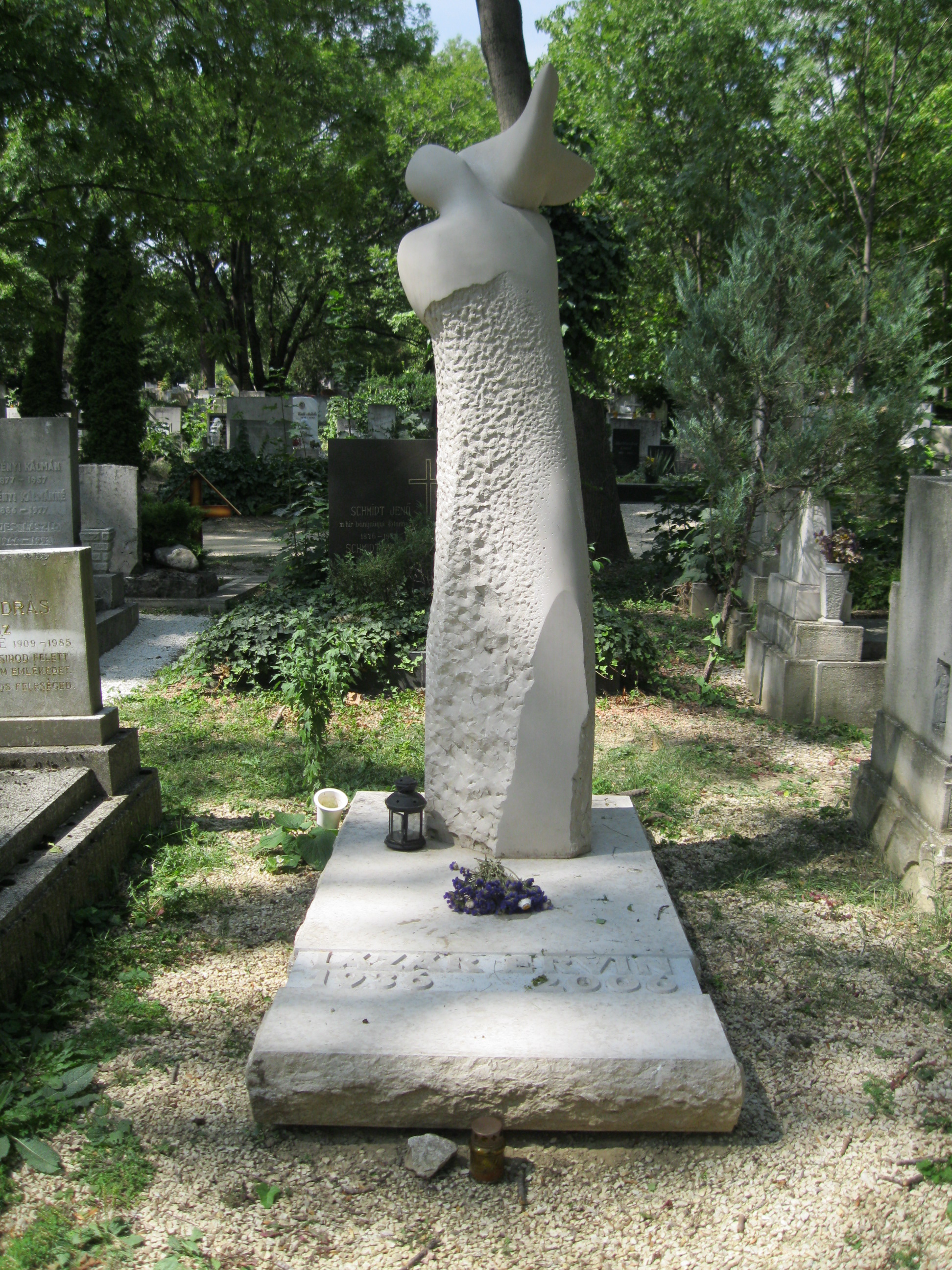
Grób Ervina Lázára na cmentarzu Farkasréti w Budapeszcie

Ervin Lázár (ur. 5 maja 1936 w Budapeszcie, zm. 22 grudnia 2006 tamże) – węgierski pisarz, autor książek dla dzieci.

## Życiorys
Dzieciństwo spędził w miejscowości Alsó-Rácegrespuszta w Komitacie Tolna, Szkołę średnią ukończył w Szekszárd w 1954 roku, a studia nauczycielskie na Uniwersytecie im. Loránda Eötvösa w Budapeszcie w 1959. Od 1958 roku pracował jako dziennikarz w różnych gazetach i czasopismach, m.in. Jelenkor, Élet és Irodalom i Új Idők.
Tworzył głównie powieści i opowiadania dla dzieci, a także słuchowiska radiowe. Jego opowiadanie Szegény Dzsoni és Árnika, posłużyło jako scenariusz do filmu pod tym samym tytułem w reżyserii Andrása Sólyoma. 
Żoną Ervina Lázára była Zsuzsa Vathy, również dziennikarka i pisarka.    

## Wyróżnienia i nagrody
- Nagroda im. Attili Józsefa (1974)
- Nagroda Kossutha (1996)

## Wybrana twórczość
- A kisfiú meg az oroszlánok (1964)
- Csonkacsütörtök (1966)
- Egy lapát szén Nellikének (1969)
- Buddha szomorú (1973)
- Biały tygrys (A fehér tigris, powieść, 1971, tłum. na j. polski Alicja Mazurkiewicz)
- A Hétfeju Tündér (opowiadania dla dzieci, 1973)
- Trzy pechowe brody (Berzsián és Dideki, opowiadania dla dzieci, 1979, tłum. na j. polski Alicja Mazurkiewicz, ISBN 83-87433-25-X)
- Gyere haza, Mikkamakka (powieść dla dzieci, 1980)
- A Masoko Köztársaság (1981)
- Szegény Dzsoni és Árnika (opowiadanie dla dzieci, 1981)
- A négyszögletu kerek erdo (powieść dla dzieci, 1985)
- Bab Berci kalandjai (powieść dla dzieci, 1989)
- A Franka cirkusz (słuchowisko radiowe, 1990)
- A manógyár (opowiadania dla dzieci, 1994)
- Hét szeretőm (opowiadania, 1994)
- Csillagmajor (opowiadania, 1996)
- Kisangyal (opowiadania, 1997)
- Hapci király (opowiadania, 1998)
- Lehel kürtje (opowiadania, 1999)

## Źródła
- Biogram na stronie www.hunlit.hu
- Lázár, Ervin (Budapest , 5 May 1936 - † Budapest, 22 December 2006) [online], pim.hu [zarchiwizowane z adresu 2016-04-01].